# Golfvett
Golfvett är föreskrifter inom golf för säkerhet, hänsyn och banvård under golfspelet. Föreskrifterna ges endast ut i Sverige av Svenska Golfförbundet. Benämningen Golfvett ersatte 1978 den tidigare benämningen golfetikett men skall inte förväxlas med de etikettsregler som golfreglerna föreskriver. Golfvett är en illustration av etikettsreglerna i regelboken men innehåller ytterligare tips och råd för golfspel i Sverige.

## Några exempel på golfvett
- Laga nedlagsmärken (se greenlagare)
- Kratta bunkern innan du lämnar den
- Gå i och ur bunkern på den lägsta sidan
- Lägg tillbaka uppslagna torvor
- Var tyst och stilla när andra slår
- Titta efter dina medspelares bollar
- Hjälp till att leta försvunna bollar
- Släpp förbi snabbare sällskap
- Vänta med att slå om det finns banarbetare i närheten